# 福島治 (アニメーター)
福島 治（ふくしま はる、1941年 - ）は、日本の映像作家、アニメーター。静岡県富士市出身。
主に、NHKの音楽番組「みんなのうた」「おかあさんといっしょ」などのアニメーションを制作している。アニメ製作グループ「G9+1」のメンバー。
かつては、福島 治次（ふくしま はるつぐ）名義として活動していた。

## 作成作品一覧

### みんなのうた
- ◆は、5分間1曲枠の楽曲（ロングのうた）。
- 1.フニクリ フニクラ（登山電車） / ひばりヶ丘少年少女合唱団（1970年6月・7月放送）
- 2.アヒルの行列 / ザ・シャデラックス、東京荒川少年少女合唱隊（1972年10月・11月放送）
- 3.シャーロックホームズとワトソン博士 / 谷啓（1975年12月・1976年1月放送）
- 4.アスタ・ルエゴ ～さよなら月の猫～ / 研ナオコ（1977年2月・3月放送）
- 5.今夜も眠れない / 塚本美和子と少年少女合唱団みずうみ（1979年8月・9月放送）
- 6.ミスター シンセサイザー / タモリ（1980年10月・11月放送）
- 7.ドン・キホーテ / 佐々木功（1981年2月・3月放送、絵:井坂克二）
- 8.ふぃふぃ / 池辺朋、東京少年少女合唱隊（1984年2月・3月放送）
- 9.詩人とつばめ / 小室等（1985年10月・11月放送）
- 10.思いっきり夢 / 水島裕、かつしかAKキンダーコール（1990年10月・11月放送）
- 11.りんごの木の下で / こうせつ&イルカ（1999年12月・2000年1月放送）◆
- 12.無敵のじいちゃん / ムッキー手塚（2009年6月・7月放送）
- 13.風のブランコ / やもり（2010年6月・7月放送）
- 14.へっちゃら平気の平八郎 / 石野真子（2015年8月・9月放送）

### その他
- きゅうぶ（1987年）
- 修行中でござる（2002年） - 文化庁メディア芸術祭アニメーション部門 2002年審査委員会推薦作品[3]
- ブロードキャスター（TBS） - オープニング映像[1]
- 連句アニメーション「冬の日」（2003年） - 初表六句を担当